# Agner Krarup Erlang

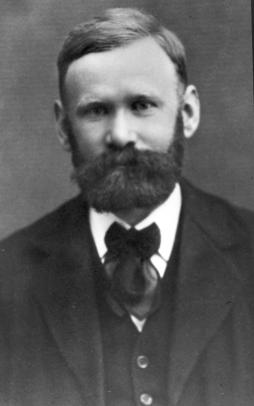
Agner Krarup Erlang.

Agner Krarup Erlang (Lønborg, Jutlandia Central, 1 de enero de 1878-Copenhague, 3 de febrero de 1929) fue un matemático, estadístico e ingeniero danés que inventó los campos de ingeniería de tráfico de telecomunicaciones y la teoría de colas.

## Biografía
Erlang aprobó con distinción el examen de ingreso para la Universidad de Copenhague en 1896. Obtuvo una beca para la universidad y se graduó en matemáticas en 1901. Durante los siguientes años sería profesor, pero mantuvo su interés en las matemáticas y recibió un premio por un artículo que remitió a la Universidad de Copenhague.
Fue miembro de la asociación danesa de matemáticas, por medio de la cual conoció a Johan Jensen, el ingeniero jefe de la Copenhagen Telephone Company (CTC), la cual era una subsidiaria de International Bell Telephone Company. Erlang trabajó por casi 20 años para CTC, desde 1908 hasta su muerte en Copenhague en 1929, tras una operación abdominal.

## Contribuciones
Era un experto en la historia y el cálculo de las tablas numéricas de algunas funciones matemáticas, particularmente logarítmicas. Mientras trabajó para la CTC, a Erlang se le presentó el problema clásico de la determinación de cuántos circuitos eran necesarios para proveer un servicio telefónico aceptable. Erlang puso manos a la obra investigando directamente el problema en el terreno. El problema que Erlang abordó fue el de tratar de diseñar una red de teléfonos: ¿cuántas “redes troncales” se necesitan para una determinada cantidad de llamadas entre habitantes de un pueblo y otro? A comienzos del siglo XX, para poder hablar por teléfono era imprescindible que hubiera una operadora que recibía en una “central” o “conmutador” el pedido de una persona que quería comunicarse con otra. Uno podría pensar el sistema de la siguiente forma: cada casa tenía un cable que la unía con la central telefónica. Cuando dos personas querían hablar entre sí, una de ellas llamaba a la central en donde una operadora recibía ese llamado y hacía un puente con el cable que unía la central con la casa de la otra persona. El sistema era increíblemente lento. 
Cuando había que intercomunicar dos de estos pueblos, ¿cuántos troncos era necesario tender para dar un servicio razonable a una ciudad? No se puede poner solamente uno, porque eso implicaría demoras enormes por la cantidad de llamadas bloqueadas, pero tampoco se puede poner uno para cada teléfono (que sería el otro extremo) por lo costoso que significaría hacerlo y el desaprovechamiento que habría porque, ¿cuán baja será la probabilidad de que todos los usuarios necesitaran hacer llamadas entre dos pueblos al mismo tiempo? La compañía de teléfonos necesitaba una suerte de acuerdo entre estos dos extremos: un solo cable para todos, o que cada persona/teléfono tuviera un cable asignado. Por otro lado, además del número de llamados simultáneo, hay que atender el otro factor: ¿cuánto tiempo dura cada llamada? Esto es un dato que hay que estimar también. Había gente que hablaba una hora por teléfono y otras que solo necesitaban un minuto. Es decir, el tiempo es un factor también. Después de años de estudio, Erlang publicó sus resultados en un trabajo central: “Telephone Waiting Times” (“La espera para hablar por teléfono”).
Entre sus publicaciones más importantes sobre la materia, se encuentran:
- En 1909, "La teoría de las probabilidades y las conversaciones telefónicas",[2] la cual demostró que la Distribución de Poisson se aplica para tráfico telefónico aleatorio.
- En 1917, "Solución de algunos problemas en la teoría de probabilidades de importancia en centrales telefónicas automáticas",[3] el cual contiene su fórmula clásica para el cálculo de pérdidas y tiempos de espera.

Un compendio de sus trabajos fue publicado posteriormente por la Copenhagen Telephone Company en 1948.
El interés por su trabajo continuó después de su muerte y hacia 1944 el "Erlang" era usado en los países escandinavos para denotar la unidad de tráfico telefónico. Esta unidad de medida fue reconocida internacionalmente al final de la Segunda Guerra Mundial.
También una distribución estadística y un lenguaje de programación (listados abajo), han sido nombrados en su honor.